# Stan Freeman
Stan Freeman (* 3. April 1920 in Waterbury (Connecticut); † 13. Januar 2001) war ein US-amerikanischer Jazzpianist (auch Cembalo, Celesta), Arrangeur, der auch als Liedtexter, Komponist und Orchesterleiter tätig war.

## Leben und Wirken
Freeman studierte am College klassisches Piano und erwarb den Bachelor of Music an der University of Hartford. Neben der Ableistung des Militärdienstes im Zweiten Weltkrieg im Glenn Miller Orchester unter Leitung von Tex Beneke arbeitete er 1944 als Sessionmusiker u. a. mit Carl Kress, Lee Wiley, Russ Case und Jerry Jerome. Als Mitglied der Studioorchester von Bob Haggart und Will Bradley wirkte er bei Aufnahmen von Ella Fitzgerald, Rosemary Clooney („Come on-a My House“) und Anita O’Day mit. 1949 arbeitete er mit Charlie Parker bei dessen Mercury-Aufnahmen mit Streichern zusammen. In den 50ern begleitete er u. a. Johnny Hartman, Sarah Vaughan, Gene Williams, June Hutton (mit den Gramercy Five), Johnny Ray, Lee Wiley, Mabel Mercer und Beverly Kenney; ferner arbeitete er bei Benny Goodman sowie in den Studioorchestern u. a. von Percy Faith, Mitch Miller und Norman Leyden.
1950 spielte er für Columbia sein Debütalbum Piano Moods ein; mitwirkende Musiker waren u. a. Al Casamenti (Gitarre), Tony Mottola und Bob Haggart. Um 1960 entstand für Columbia sein zweites Album Oh Captain! in Quartettbesetzung.
In den folgenden Jahrzehnten war Freeman nur an wenigen Aufnahmesessions beteiligt, so 1968 bei Bobby Hackett (It's Time for Love) und 1972  bei Dick Hyman (Grand Slam/pop Piano Aces, mit Ralph Sutton und Lee Evans); ansonsten war er als Musiker, Arrangeur und Komnpist am Broadway tätig, u. a. für Marlene Dietrich und Michael Feinstein. 1985 nahm er in Hollywood noch das Trioalbum Not a Care in the World auf, mit Jim Hackman (Bass) und Nick Ceroli (Schlagzeug). Im Bereich des Jazz war er zwischen 1945 und 1985 an 55 Aufnahmesessions beteiligt.